# Canton de Cazouls-lès-Béziers
Le canton de Cazouls-lès-Béziers est une circonscription électorale française du département de l'Hérault créée par le décret du 26 février 2014 et entrée en vigueur lors des premières élections départementales suivant la publication du décret.

## Histoire
Un nouveau découpage territorial de l'Hérault (département) entre en vigueur à l'occasion des élections départementales de 2015. Il est défini par le décret du 26 février 2014, en application des lois du 17 mai 2013 (loi organique 2013-402 et loi 2013-403). Les conseillers départementaux sont, à compter de ces élections, élus au scrutin majoritaire binominal mixte. Les électeurs de chaque canton élisent au Conseil départemental, nouvelle appellation du Conseil général, deux membres de sexe différent, qui se présentent en binôme de candidats. Les conseillers départementaux sont élus pour 6 ans au scrutin binominal majoritaire à deux tours, l'accès au second tour nécessitant 12,5 % des inscrits au 1er tour. En outre la totalité des conseillers départementaux est renouvelée. Ce nouveau mode de scrutin nécessite un redécoupage des cantons dont le nombre est divisé par deux avec arrondi à l'unité impaire supérieure si ce nombre n'est pas entier impair, assorti de conditions de seuils minimaux. Dans l'Hérault, le nombre de cantons passe ainsi de 49 à 25.
Le nouveau canton de Cazouls-lès-Béziers est formé de communes des anciens cantons de Murviel-lès-Béziers (11 communes), de Béziers 3e Canton (3 communes), de Bédarieux (1 commune), de Roujan (11 communes) et de Capestang (2 communes). Le canton est entièrement inclus dans l'arrondissement de Béziers. Le bureau centralisateur est situé à Cazouls-lès-Béziers.

## Représentation
| Période élective | Période élective | Mandat | Mandat   | Identité         | Nuance | Nuance | Qualité |
| ---------------- | ---------------- | ------ | -------- | ---------------- | ------ | ------ | --- |
| 2015             | 2021             | 2015   | 2021     | Catherine Reboul |        | PS     | Salariée du secteur médical Adjointe au maire de Lattes à partir de 2020                                                                     |
| 2015             | 2021             | 2015   | 2021     | Philippe Vidal   |        | PS     | Ingénieur Maire de Cazouls-lès-Béziers Ancien conseiller général du Canton de Béziers-3 Vice-président du Conseil départemental de l'Hérault |
| 2021             | 2028             | 2021   | en cours | Séverine Saur    |        | PS     | Commerçante Maire de Cabrerolles |
| 2021             | 2028             | 2021   | en cours | Philippe Vidal   |        | PS     | Maire de Cazouls-lès-Béziers 3ème Vice-président délégué à l’aménagement du territoire                                                       |

### Résultats détaillés

#### Élections de mars 2015
À l'issue du 1er tour des élections départementales de 2015, deux binômes sont en ballottage : Marie-Christine Aubert et Bruno Lerognon (FN, 41,26 %) et Catherine Reboul et Philippe Vidal (PS, 29,94 %). Le taux de participation est de 56,18 % (16 579 votants sur 29 510 inscrits) contre 51,87 % au niveau départemental et 50,17 % au niveau national.
Au second tour, Catherine Reboul et Philippe Vidal (PS) sont élus avec 50,13 % des suffrages exprimés et un taux de participation de 60,27 % (8 165 voix pour 17 797 votants et 29 528 inscrits).

#### Élections de juin 2021
Le premier tour des élections départementales de 2021 est marqué par un très faible taux de participation (33,26 % au niveau national). Dans le canton de Cazouls-lès-Béziers, ce taux de participation est de 38 % (12 188 votants sur 32 071 inscrits) contre 33,27 % au niveau départemental. À l'issue de ce premier tour, deux binômes sont en ballottage : Séverine Saur et Philippe Vidal (PS, 55,68 %) et Stéphanie Galzy et Gilles Parmentier (RN, 35,98 %).
Le second tour des élections est marqué une nouvelle fois par une abstention massive équivalente au premier tour. Les taux de participation sont de 34,36 % au niveau national, 34,7 % dans le département et 39,75 % dans le canton de Cazouls-lès-Béziers. Séverine Saur et Philippe Vidal (PS) sont élus avec 63,76 % des suffrages exprimés (7 756 voix pour 12 752 votants et 32 079 inscrits),,.

## Composition
Le nouveau canton de Cazouls-lès-Béziers comprend vingt-huit communes entières.
| Nom                                         | Code Insee | Intercommunalité   | Superficie (km2) | Population (dernière pop. légale) | Densité (hab./km2) | Modifier                                    |
| ------------------------------------------- | ---------- | ------------------ | ---------------- | --------------------------------- | ------------------ | ------------------------------------------- |
| Cazouls-lès-Béziers (bureau centralisateur) | 34069      | CC la Domitienne   | 38,46            | 5 185 (2022)                      | 135                | modifier les données · modifier les données |
| Autignac                                    | 34018      | CC Les Avant-Monts | 11,55            | 962 (2022)                        | 83                 | modifier les données · modifier les données |
| Cabrerolles                                 | 34044      | CC Les Avant-Monts | 28,68            | 338 (2022)                        | 12                 | modifier les données · modifier les données |
| Causses-et-Veyran                           | 34061      | CC Les Avant-Monts | 17,65            | 620 (2022)                        | 35                 | modifier les données · modifier les données |
| Caussiniojouls                              | 34062      | CC Les Avant-Monts | 10,50            | 168 (2022)                        | 16                 | modifier les données · modifier les données |
| Colombiers                                  | 34081      | CC la Domitienne   | 10,14            | 2 755 (2022)                      | 272                | modifier les données · modifier les données |
| Faugères                                    | 34096      | CC Les Avant-Monts | 26,06            | 555 (2022)                        | 21                 | modifier les données · modifier les données |
| Fos                                         | 34104      | CC Les Avant-Monts | 6,58             | 131 (2022)                        | 20                 | modifier les données · modifier les données |
| Fouzilhon                                   | 34105      | CC Les Avant-Monts | 5,39             | 247 (2022)                        | 46                 | modifier les données · modifier les données |
| Gabian                                      | 34109      | CC Les Avant-Monts | 15,96            | 864 (2022)                        | 54                 | modifier les données · modifier les données |
| Laurens                                     | 34130      | CC Les Avant-Monts | 16,39            | 1 794 (2022)                      | 109                | modifier les données · modifier les données |
| Magalas                                     | 34147      | CC Les Avant-Monts | 20,76            | 3 531 (2022)                      | 170                | modifier les données · modifier les données |
| Maraussan                                   | 34148      | CC la Domitienne   | 12,37            | 4 693 (2022)                      | 379                | modifier les données · modifier les données |
| Margon                                      | 34149      | CC Les Avant-Monts | 4,47             | 775 (2022)                        | 173                | modifier les données · modifier les données |
| Maureilhan                                  | 34155      | CC la Domitienne   | 10,55            | 2 465 (2022)                      | 234                | modifier les données · modifier les données |
| Montady                                     | 34161      | CC la Domitienne   | 9,95             | 4 020 (2022)                      | 404                | modifier les données · modifier les données |
| Montesquieu                                 | 34168      | CC Les Avant-Monts | 14,47            | 76 (2022)                         | 5,3                | modifier les données · modifier les données |
| Murviel-lès-Béziers                         | 34178      | CC Les Avant-Monts | 32,36            | 3 038 (2022)                      | 94                 | modifier les données · modifier les données |
| Neffiès                                     | 34181      | CC Les Avant-Monts | 10,92            | 1 018 (2022)                      | 93                 | modifier les données · modifier les données |
| Pailhès                                     | 34191      | CC Les Avant-Monts | 6,00             | 608 (2022)                        | 101                | modifier les données · modifier les données |
| Pouzolles                                   | 34214      | CC Les Avant-Monts | 10,01            | 1 214 (2022)                      | 121                | modifier les données · modifier les données |
| Puimisson                                   | 34223      | CC Les Avant-Monts | 6,38             | 1 218 (2022)                      | 191                | modifier les données · modifier les données |
| Roquessels                                  | 34234      | CC Les Avant-Monts | 8,98             | 111 (2022)                        | 12                 | modifier les données · modifier les données |
| Roujan                                      | 34237      | CC Les Avant-Monts | 17,02            | 2 297 (2022)                      | 135                | modifier les données · modifier les données |
| Saint-Geniès-de-Fontedit                    | 34258      | CC Les Avant-Monts | 9,24             | 1 695 (2022)                      | 183                | modifier les données · modifier les données |
| Saint-Nazaire-de-Ladarez                    | 34279      | CC Les Avant-Monts | 28,27            | 321 (2022)                        | 11                 | modifier les données · modifier les données |
| Thézan-lès-Béziers                          | 34310      | CC Les Avant-Monts | 13,65            | 3 070 (2022)                      | 225                | modifier les données · modifier les données |
| Vailhan                                     | 34319      | CC Les Avant-Monts | 11,23            | 142 (2022)                        | 13                 | modifier les données · modifier les données |
| Canton de Cazouls-lès-Béziers               | 3405       |                    | 413,99           | 43 911 (2022)                     | 106                | modifier les données                        |

## Démographie
En 2022, le canton comptait 43 911 habitants, en évolution de +6,83 % par rapport à 2016 (Hérault : +7,49 %, France hors Mayotte : +2,11 %).
| 2013   | 2018   | 2022   |
| ------ | ------ | ------ |
| 40 030 | 42 285 | 43 911 |